# Doxa Dramas
Doxa Dramas este o echipă de fotbal din Grecia.

## Lotul actual
Noiembrie 2013.
| Nr. |                       | Poziție | Jucător                  |
| --- | --------------------- | ------- | ------------------------ |
| 1   | Grecia                | P       | Konstantinos Davkos      |
| 3   | Grecia                | F       | Dimitrios Geladaris      |
| 4   | Grecia                | M       | Dimitrios Balis          |
| 5   | Bulgaria              | F       | Stefan Kikov             |
| 6   | Grecia                | M       | Paschalis Kassos         |
| 7   | Grecia                | M       | Charalampos Mouratidis   |
| 8   | Grecia                | M       | Athanasios Stoikos       |
| 9   | Grecia                | A       | Savvas Moudouroglou      |
| 10  | Grecia                | M       | Christos Routsis         |
| 11  | Grecia                | M       | Savvas Kyriakidis        |
| 14  | Grecia                | M       | Nikolaos Vlasopoulos     |
| 15  | Grecia                | F       | Nikolaos Boutzikos       |
| 17  | Bosnia și Herțegovina | F       | Ninoslav Milenković      |
| 19  | Grecia                | A       | Dimitrios Diamantopoulos |

| Nr. |          | Poziție | Jucător                        |
| --- | -------- | ------- | ------------------------------ |
| 20  | Grecia   | A       | Christakis Amanatidis          |
| 21  | Grecia   | F       | Nikolaos Toungelidis           |
| 22  | Grecia   | M       | Giannis Persidis               |
| 23  | Grecia   | M       | Nikolaos Siabos                |
| 24  | Albania  | P       | Orestis Menka                  |
| 27  | Albania  | M       | Rovinson Beka                  |
| 30  | Grecia   | M       | Markos Chatziliadis            |
| 32  | Grecia   | M       | Konstantinos Kanetidis         |
| 35  | Grecia   | F       | Charalabos Perperidis          |
| 36  | Grecia   | F       | Giannis Stergianos-Michailidis |
| 56  | Grecia   | M       | Manolis Liapakis               |
| 89  | Bulgaria | A       | Yordan Etov                    |
| 99  | Grecia   | F       | Lazaros Theodorelis            |